# Gencsy-kastély (Balkány)

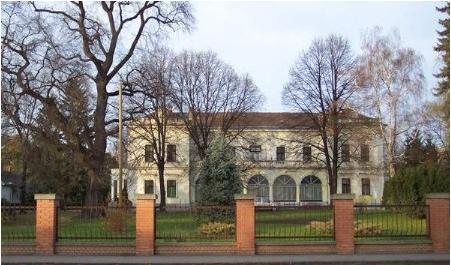
A kastély elölről

A Gencsy-kastély szabadonálló, egyenletes, eklektikus épület. Balkányban található.
Téglalap alaprajzú, középső részén négyoszlopos beüvegezett árkádból Gencsy Sámuel 1774-ben vetette meg a kastély alapjait. De a kastély története régebbre vezethető vissza. Korabeli feljegyzések megemlítenek két kúriát a településen, melyek kapcsolatban állhattak vele. 1670-ben állt már Balko Pál kúriája: „Egi Szabad Nemes Curia … Egi saraz Sindelyes malom.” 1676-os dátummal Bori Mihály nemesi kúriájáról is van leírás: „Curia nobil.[is], lignea elevatior scandularis, constans ex hypocausto, atrio, camera, domus familiaris stramine tecta constat hypocausti, atrio et Camera … sunt stabula … (Portiones possesionarial Mich. Bori).”
A munkálatokat a Nagykállói volt vármegyeháza olasz építőmestere Salvatore Aprilis irányította. A 19. század második felében Gencsy Béla az akkor egyszintes épületet egy szinttel bővítette és átalakította. A Gencsy-kastély barokk eredetű épület.
A falu kállói úti temetője őrzi Gencsy Sámuelné Losonczi Borbála klasszicista síremlékét, melyet a fia állíttatott 1811-ben. Négyszögletes talpazaton hengeres, vájatolt törzs, felette peremmel ellátott kúpos obeliszk, rajta a család címere. A klasszicizáló eklektikus sírbolt a Gencsy-családé. Négyzetes alaprajzú, mind a négy oldala erőteljes timpanonnal zárul.
A Gencsy-kastély szabadon álló eklektikus épület. Téglalap alaprajzú, egyemeletes 2+5+2 tengelyes épület, középső részén négyoszlopos beüvegezett árkád, feljárati része hármas tagolású 5-5 lépcsővel. Emeleti beugró erkélyét ballusztersor zárja le, ugyanezt a díszítést alkalmazták az épület két sarokrizalitjának attikáján is.
A kastélyban 1951-től 2007-ig állami gyermekotthon működött, ahol állami gondoskodás alatt lévő kiskorú gyermekeket helyeztek el. Távlati tervként az ingatlan bármely intézeti és idegenforgalmi funkciókkal is hasznosítható. Az épület összes hasznos alapterülete 770 m². Fenntartója Szabolcs-Szatmár-Bereg megye Önkormányzata volt. 2009. január 14-én Seszták Oszkár – a megyei közgyűlés elnöke – átadta Pálosi Lászlónak – Balkány város polgármesterének – a kastély kulcsát, ezzel jelezve, hogy a Gencsy-kastély innentől kezdve már a városé.